# Château de Léhon
Le château de Léhon est une forteresse du XIIIe siècle située à Dinan, dans la commune déléguée de Léhon, dans les Côtes-d'Armor.

## Historique

### XIeetXIIesiècles
Le château primitif existe déjà en 1034 lors de sa destruction par le duc de Bretagne, date à laquelle il est mentionné dans la guerre pour la possession de l'héritage entre Alain et Eudon, les fils du duc Geoffroy Ier. Eudon, après un conflit avec son frère et l'arbitrage de leur oncle Judicaël évêque de Vannes, obtient d'Alain III en 
1035 un vaste apanage constitué dans les évêchés de Saint Brieuc, Tréguier Saint-Malo et Dol-de-Bretagne, qui comprend les comtés et baronnies de Penthièvre, Goëlo et Lamballe.
Le château est à nouveau détruit en 1065 par le duc de Normandie. Dinan devient la place forte majeure de la région. 
Comme son père Éon Ier de Penthièvre (mort en 1079), pour le compte duquel il combat avant de lui succéder, Geoffroy Ier Boterel est en conflit permanent avec Hoël II de Bretagne devenu duc de Bretagne en 1066 et son fils Alain Fergent qui annexe le comté de Rennes en 1084. 
Geoffroy Ier de Penthièvre dit aussi Geoffroy Ier Boterel comte de Penthièvre a l'ambition d'étendre ses domaines au-delà de la Rance et de prendre le contrôle du nord-est de la Bretagne c'est-à-dire la région de Dinan et Dol-de-Bretagne détenue par deux lignées cadettes issue des vicomtes d'Aleth les seigneurs de Dinan et les seigneurs de Combourg. Dans les années 1080, avec la complicité de son allié le vicomte Hamon III d'Aleth dont les domaines s'étendent sur la rive gauche du fleuve, il réussit à s'emparer de la cité archiépiscopale de Dol-de-Bretagne. Il doit se retirer après la disparition d'Hamon III (mort vers 1084). 
Alain de Dinan est le fils cadet de Geoffroy Ier de Dinan et de son épouse Radegonde Orieldis, dite parfois Ozioy. Le droit d'aînesse n'étant pas légalisé dans le duché de Bretagne, son père partage ses domaines en 1122 et lui attribue la partie sud de la cité de Dinan coupée en deux suivant l'axe pont Jerzual-porte de l'Hôtellerie, à laquelle il adjoint Léhon et Becherel et de grands biens en Angleterre. La partition devient effective en 1123 après la mort de Geoffroy Ier retiré comme profès à l'abbaye de Marmoutier,. Le château est reconstruit en 1124.
Le 25 juin 1168, Henri II d'Angleterre brûle le cimetière de Léhon, épargnant l'abbaye et l'église paroissiale, mais l'année suivante il détruit le château selon termes des conditions du traité de paix entre lui et le roi de France Louis VII. Le château est cependant reconstruit en  1170. Il n'en reste pas de trace, mais ses pierres sont réemployées.

### XIIeetXIIIesiècles
Fils d'Alain de Dinan, seigneur de Dinan-sud, de Léhon et de Bécherel, Rolland de Dinan reçoit Dinan-sud, Léhon et Becherel à la mort de son père en 1148.
Rolland est mêlé au conflit qui déchire le duché de Bretagne après la mort de Conan III. Il prend le parti d'Eudon de Porhoët en lutte contre le futur Conan IV, légitime héritier du duché et soutenu par le roi d’Angleterre, Henri II Plantagenêt, alors omniprésent dans les affaires du duché et à qui il s'oppose entre 1160 et 1168.
En 1167, profitant du départ d’Henri II Plantagenêt pour la Normandie, plusieurs seigneurs bretons dont Rolland, conduits par Eudon de Porhoët, se soulèvent. Pour contrer cette révolte, le monarque anglais revient en Bretagne et met tout à feu et à sang. Il ravage les possessions de Rolland, s'empare de Bécherel en 1168 et fait démolir le château de Léhon en 1169. Réconcilié avec le roi d'Angleterre en 1169,  Henri II nomme Rolland de Dinan régisseur du duché et grand justicier de Bretagne en 1173-1174 pour le compte de son troisième fils, Geoffroy. En 1173, il adopte son neveu, Alain de Vitré, au cours d’une cérémonie à laquelle participe Henri II Plantagenêt. En 1181, le duc Geoffroy II le destitue de ses fonctions et le remplace par Raoul II de Fougères. Rolland de Dinan serait resté célibataire. Il meurt en 1186, son corps est inhumé dans l'église de l'abbaye de Beaulieu. Sans descendant, il laisse tous ses biens à son neveu Alain de Vitré.
Gervaise de Dinan (vers 1190-1238) est la fille unique d'Alain de Vitré, seigneur de Dinan (mort en 1197) et de Clémence de Fougères. Elle hérite de la seigneurie de Dinan-Bécherel qui comprend Léhon et Ringwood en Angleterre à la mort de son père et gère son patrimoine avec ses trois conjoints successifs dont le premier, Juhel III de Mayenne (mort le 4 mai 1220), dont elle a trois filles : Isabelle (morte en 1256), dame de Dinan à partir de 1238 et de Mayenne de 1220 à 1256, épouse de Dreux V de Mello (mort en 1249) puis Louis Ier de Sancerre, sans descendance ; Marguerite (morte entre 1238 et 1256), qui épouse d'Henri II d'Avaugour. Leurs fils Alain II d'Avaugour héritera de Dinan et de Mayenne.
L'édifice actuel est construit dans le second tiers du XIIIe siècle avec un donjon placé sur le bord du côté le plus vulnérable plutôt qu'au centre (ancienne disposition) par Pierre Mauclerc, dit Pierre Ier de Bretagne (vers 1187-1250), lorsqu'Alain II d'Avaugour seigneur de Mayenne lui vend le château et la châtellenie de Léhon en 1264. Le 19 novembre 1265, Pierre Mauclerc revend  ses biens  à son fils le duc Jean Ier de Bretagne dit « Le Roux » (1217 ou 1218-1286).
Le 19 novembre 1265, Jean Ier de Bretagne achète pour 16 000 livres à Alain II d'Avaugour, fils d'Henri Ier d'Avaugour, la seigneurie héritée de sa mère à Dinan et Léhon. Cette acquisition faite de nouveau par Pierre de Bretagne, prête nom de son père, est contestée par le vieux Henri au nom des droits de son petit-fils Henriot et donne lieu à un très long procès porté jusqu'à la cour de Paris qui ne se termine qu'en 1283.

### XIVeetXVesiècles
La guerre de Succession de Bretagne (1341-1364) touche le château, qui voit son socle et sa courtine sapés. Après la guerre, la muraille est relevée en retrait de son emplacement original. La tour nord-ouest est remontée en fer à cheval.
Le jeudi saint de 1357 (1er avril), Charles de Blois se rend accompagné du chevalier Geoffroy de Pontblanc, son maître d'hôtel, de son château de Dinan à son château de Léhon.
En 1359, les châteaux de Dinan et Léhon sont assiégés par les Anglais ayant à leur tête le duc de Lancastre Henri de Grosmont (1306-1361). Vingt ans plus tard, le 4 juillet 1381, le château occupé par les Français est rendu au duc Jean IV de Bretagne (1339-1399), dit aussi Jean de Montfort.

### DuXVeauXVIIesiècle
Raoul IV de Coetquen est nomme capitaine de Léhon en 1403, son fils Jehan de Coetquen lui succède à cette charge en 1453, avec les fonctions en autres de chambellan et maître d'hôtel des rois Charles VIII et Louis XII
Bien que transformé pour accueillir des armes à feu, le château est qualifié de ruiné en 1490 et abandonné du fait de la croissance de Dinan. Pourtant, Jean II de Rohan (1488-1516) est capitaine du château de Léhon en janvier 1495. Il perd contre les habitants de Léhon qui obtiennent gain de cause auprès de la Cour de Rennes, et contre ce capitaine qui exerça contre eux des voies de fait et voulait les asservir aux guet et autres.
Détruit au XVIe siècle, la ruine sert de carrière à pierres dès le XVIIe siècle. En 1642, le château de Léhon est cédé aux moines de l'abbaye de Léhon moyennant une redevance annuelle et seigneuriale de 10 livres tournois « de ce qu'il pouvait y avoir de terres vagues et incultes au dedans et au dehors du vieil chastel de Léhon, contenant trois journaux, seize cordes, à charge de conserver les murs et de ne pouvoir démolir les tours ». Mais, le 24 juillet 1643, le roi Louis XIII donne au prieur commendataire Charles Bruslard les ruines « du vieil chasteau de Léhon, consistant en 8 tours, autour des murailles ruinées et un dunjon au milieu de l'emplacement d'icelluy et quelques murailles restantes sur bout et les autres tombées ». Puis le 14 janvier 1644, le prieur Charles Bruslart donne les ruines du château au prieur et aux moines.
Selon l'aveu du 26 mai 1677, il existait encore le donjon au milieu de l'enceinte du château.
En 1681, au milieu du château en ruine « […] est présentement un verger contenant environ deux tiers de journal de terre ».

### XVIIIeetXIXesiècles
Le 28 mars 1791, le château est vendu comme bien national avec ses tours, glacis, éperons et autres dépendances.
L'année 1809 verra la réparation avec les pierres du château du chemin longeant la Rance dit « les pavés ». En 1836, Prosper Mérimée (1803-1870) note : « Une enceinte carrée flanquée à chaque angle de tours rondes, en outre d'autres tours défendent chaque face du carré. Une porte et une fenêtre en plein cintre dans celle des tours qui a le moins souffert ». Les ruines du château sont données à la fabrique paroissiale de Léhon et deux ans plus tard une chapelle sous le vocable de Saint-Joseph se dresse sur l’emplacement du donjon. Arthur de La Borderie (1827-1901) note en 1885 : « que la porte et la fenêtre mentionnés par Mérimée présentent à l'intérieur un ébrasement excessif. »

### XXeetXXIesiècles
La mairie de Léhon et la commission des travaux ont confié la restauration du site aux travailleurs du centre de Ker-Maria sous la direction de M. Floréal. Après les travaux de débroussaillage, ainsi que l'aménagement d'un petit chemin à la base des remparts de la forteresse et la récupération des pierres tombées, ainsi celles obstruant l'intérieur des tours afin de les remonter, il fut procédé à l'électrification de la butte féodale en 1999 avec 150 spots répartis sur le pourtour du site. Le château est ainsi sauvé d'une destruction totale en l'an 2000 et les ruines sont inscrites au titre des monuments historiques par arrêté du 9 novembre 2004.

## Description
La forteresse est construite suivant une architecture philippienne avec un plan polygonal trapézoïdal où les courtines sont défendues par une tour d'angle semi-circulaire. Des tours intermédiaires en fer à cheval renforcent les courtines, ainsi qu'un donjon situé au centre de l'ensemble. Le donjon a aujourd'hui disparu.

### Enceinte orientale
On accède à la forteresse du côté est de l'enceinte où l'on voit les traces d'une tour du XIIIe siècle qui fut dérasée et modifiée afin de l'inclure dans la barbacane construite au XIVe siècle, à laquelle on accède par une rampe en chicane qui obligent l'ennemi à se présenter sous l'enceinte à flanc découvert, puisque tenant son bouclier à gauche et que l'enceinte est à sa droite. Une fois dans la place se trouve la statue de saint Joseph à l'emplacement de la chapelle sous son vocable, construite en 1874, elle même élevée à l'emplacement des ruines du donjon décrites en 1643 et 1681. L'enceinte fut remparée sur 6 m d'épaisseur permettant l'installation de canons au XVe siècle.

### Enceinte méridionale
En logeant le mur d'enceinte en direction du sud, on rencontre la tour sud-est très saillante et datant du XIIe siècle qui surplombait l'ancien chemin d'accès et l'abbaye Saint-Magloire et la tour sud au milieu du mur l'enceinte.

### Enceinte occidentale
En logeant l'enceinte en direction de l'ouest se trouve la tour sud-ouest, également du XIIIe siècle, surplombant l'ancienne route médiévale qui est aujourd'hui le chemin creux au bas du rempart au pied duquel commence le chemin permettant l'accès à la butte. En contrebas de l'enceinte on voit les murs de soutènement du chemin médiéval. À cet endroit, l'enceinte fut reconstruite au XIVe siècle avec un épaississement des murs permettant de lui donner un tracé en éperon. La tour du milieu, située à la pointe de l'éperon, possède un fort talutage recouvrant le rocher qui fut le donjon du XIVe siècle et les fausses-braies du même siècle et du suivant. La tour nord-ouest du XIIIe siècle, en  fer-à-cheval, fut partiellement reconstruite au XIVe siècle.

### Enceinte septentrionale
Du côté de Dinan, au nord de l'enceinte, on voit en retrait de celle-ci la partie reconstruite après la destruction de ses fondations au XIVe siècle. Au milieu de l'enceinte se trouve la tour nord du XIIIe siècle ; elle fut remaniée au siècle suivant avec le remploi de belles pierres de taille du château du XIIe siècle. Ces pierres sont visibles à la jonction orientale de la tour avec le mur d'enceinte. Un peu à l'est de cette tour existe un talutage conséquent daté du XVe siècle.

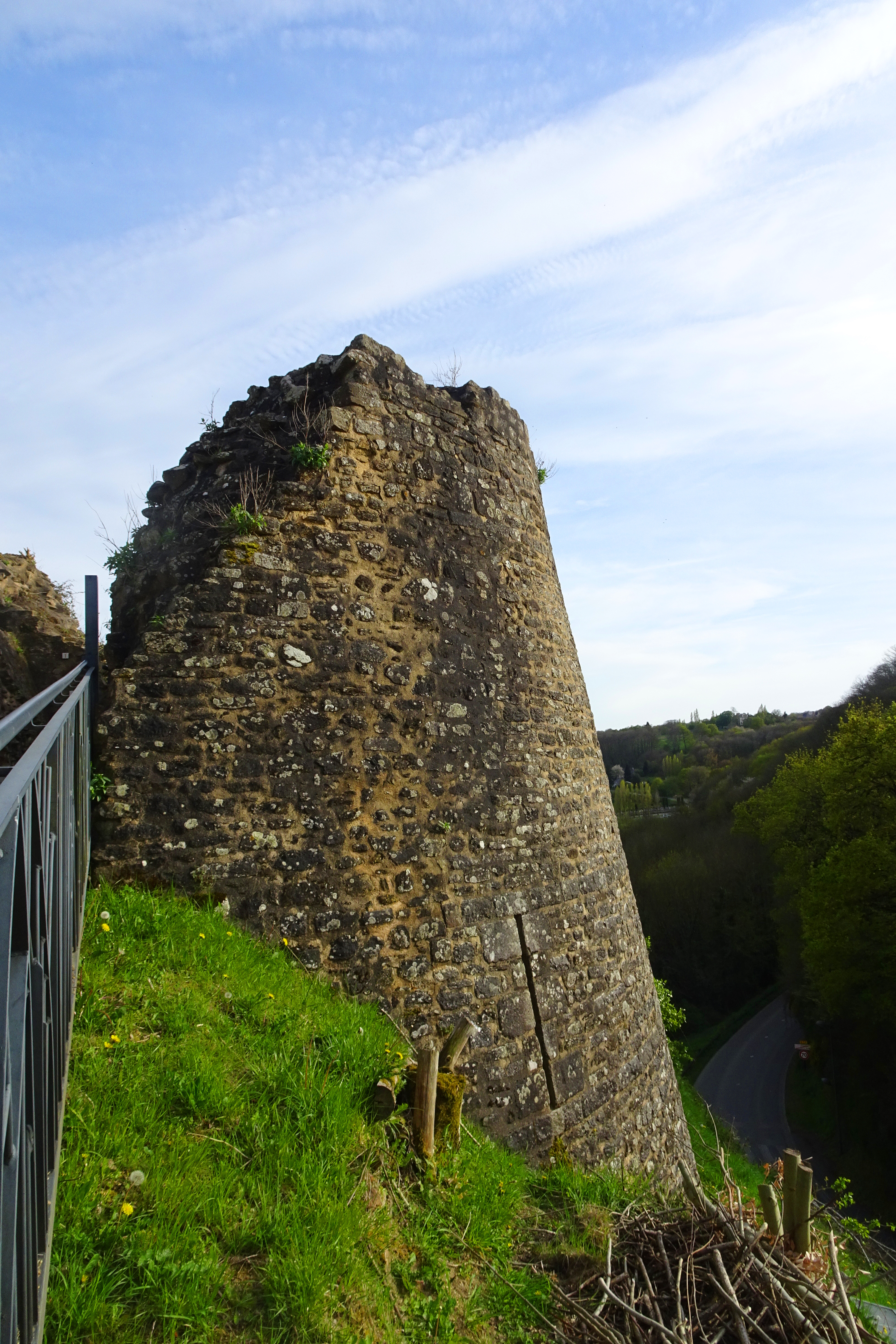
Tour de la façade ouest.
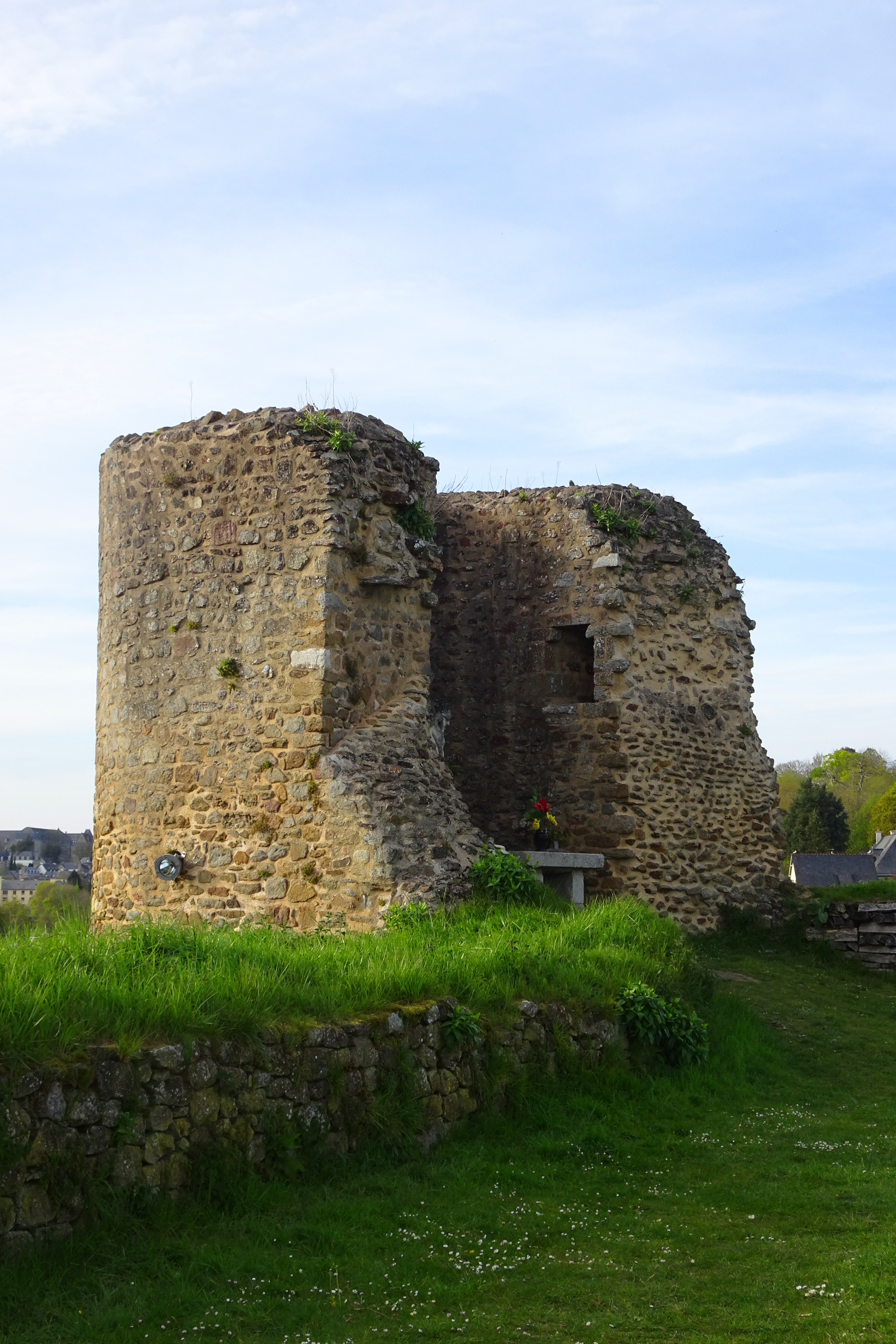
Tour nord-ouest.
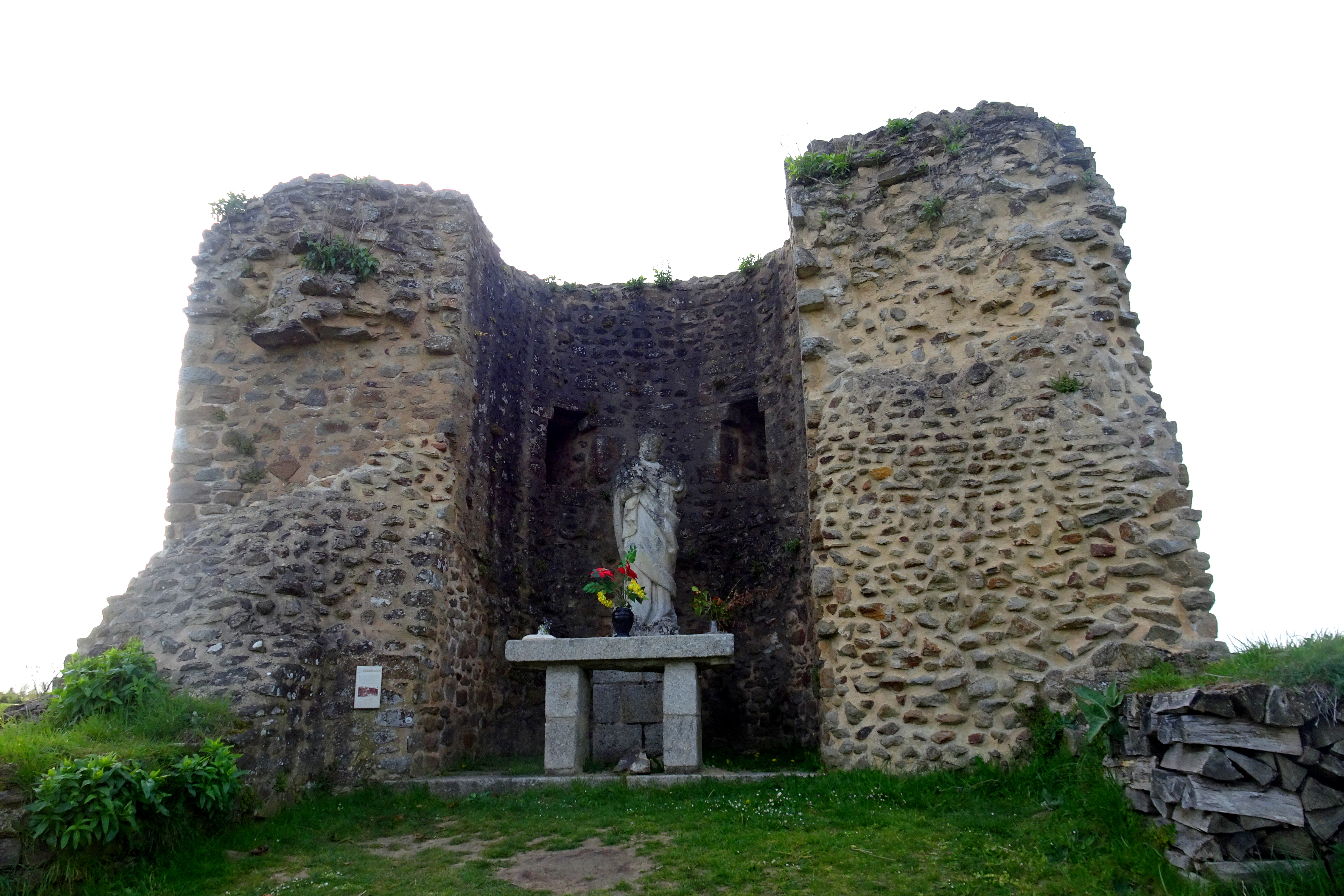
Oratoire du XIXe siècle, dédié à saint Joseph, de la tour nord-ouest.
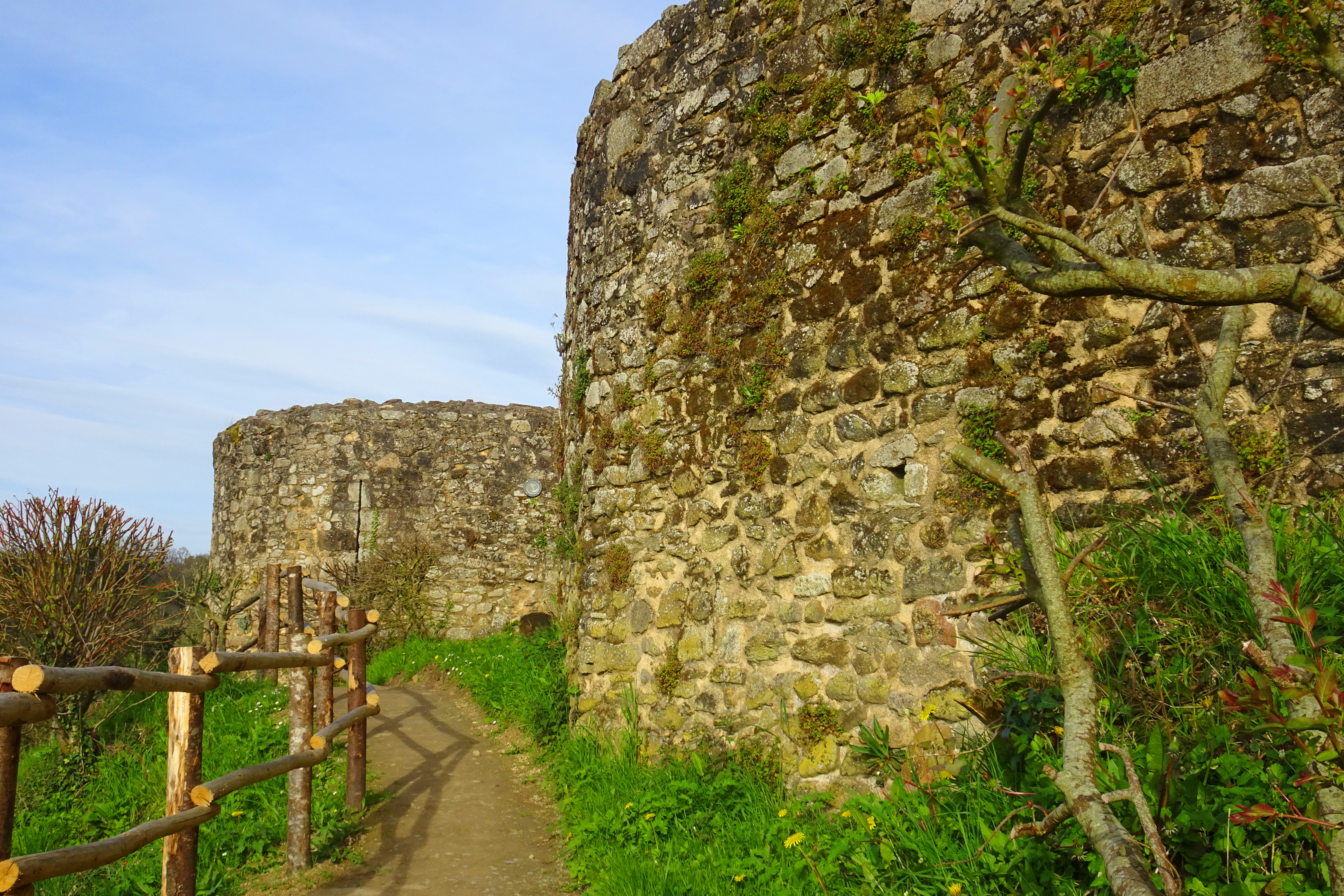
Tours de la façade nord.